# 김광성
김광성(1992년 2월 19일~)은 조선민주주의인민공화국의 역도 선수이다. 2013년 세계 역도 선수권 대회에 조선민주주의인민공화국 대표 선수로 참가해 은메달을 획득했다.